# John Entwistle
John Alec Entwistle (London, 1944. október 3. – Paradise, Nevada, 2002. október 27.) angol basszusgitáros, dalszerző, aki a The Who zenészeként lett világszerte ismert.

## Diszkográfia
Szólóalbumok
- Smash Your Head Against the Wall (1971)
- Whistle Rymes (1972)
- Rigor Mortis Sets In (1973)
- Mad Dog (1975)
- Too Late the Hero (1981)
- The Rock (1996)
- Music from Van-Pires (2000)